# Orbitèle

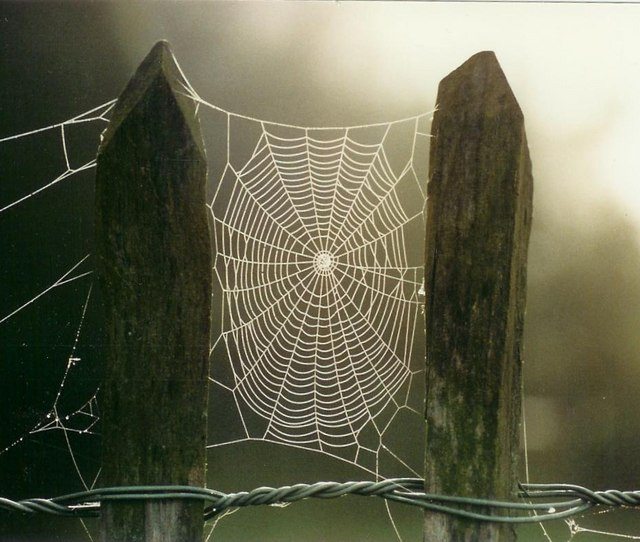
Toile d'une orbitèle (sans doute l'Épeire diadème).

Une orbitèle (du latin orbis, cercle, et tela, toile) est une araignée qui tisse une toile circulaire. Ce terme n'est pas un nom vernaculaire et ne désigne pas un taxon particulier.
Contrairement à ce qu'on pourrait croire, toutes les araignées ne tissent pas de toiles, bien que toutes produisent de la soie.